# Flatida intermedia
Flatida intermedia är en insektsart som först beskrevs av Melichar 1901.  Flatida intermedia ingår i släktet Flatida och familjen Flatidae. Inga underarter finns listade i Catalogue of Life.